# Scarlett Thomas
Scarlett Thomas (Londra, 5 luglio 1972) è una scrittrice britannica. Oltre all'attività di scrittrice, si occupa anche di recensire libri per le riviste Literary Review, Independent on Sunday e Scotland on Sunday.

## Biografia
Nata nel borough londinese di Hammersmith, Thomas ha studiato al Chelmsford College e all'Università di East London. Durante la sua adolescenza fu un'attiva dimostrante in manifestazioni contro le armi nucleari e la Guerra del Golfo.
Dal 2004 insegna letteratura inglese all'Università del Kent, mentre in precedenza aveva insegnato al Dartmouth Community College, al South East Essex College e all'Università di East London (lo stesso ateneo in cui si era laureata nel 1995).
Nel 2008 è stata membro della giuria del Festival Internazionale del Cinema di Edimburgo.
L'ultimo suo libro Il drago verde, è stato pubblicato nel 2017

## Riconoscimenti
Nel 2001 fu definita come "una tra i venti migliori scrittori inglesi" dall'Indipendent on Sunday.
Nel 2002 ha vinto il premio come "Miglior Nuovo Scrittore" agli Elle Style Awards.

## Opere

### Romanzi
- Dead Clever (1998)
- In Your Face (1999)
- Seaside (1999)
- L'isola dei segreti (2001)
- Il giro più pazzo del mondo (2002)
- PopCo (2004)
- Che fine ha fatto Mr Y. (2006)
- Il nostro tragico universo (2010)
- Il messaggio segreto delle foglie (2015)
- Il drago verde (2017)
- Il potere del drago (2017)
- Il gatto dell'altro mondo (2019)
- Oligarchia (Oligarchy) (2019)

### Racconti brevi
- Goldfish - Butterfly Magazine, Issue 5, 2000
- Mind Control - All Hail the New Puritans 4th Estate, 2000
- The Old School Museum -  Big Night Out, HarperCollins, 2002
- Debbie's Dreams - The Stealth Corporation magazine, 2002
- Why My Grandmother Learned to Play the Flute  - Curly Tales series, on Radio 4, November 2003
- The Whole Country  -  Zembla Magazine, Summer 2004
- Interlude -  Product Magazine, Winter 04-05
- Brother and Sister and Foot - Curly Tales series, on Radio 4, August 2005
- Five Easy Ways with Chilli - 2008[3]